# Sophie Goldstein
Pour les articles homonymes, voir Goldstein.
Sophie Goldstein (née en 1985) est une autrice de bande dessinée américaine.

## Œuvre
- The Oven, AdHouse Books, 2015.
- House of Women, Fantagraphics, 2017  (ISBN 978-1-68396-051-5)

## Récompenses
- 2014 : Prix Ignatz du meilleur minicomic pour House of Women
- 2015 : Prix Ignatz du meilleur roman graphique et du meilleur comic book pour The Oven